# Castle Rising
Castle Rising est une paroisse civile et un village du Norfolk, en Angleterre.